# 1-я моторизованная бригада (Польша)

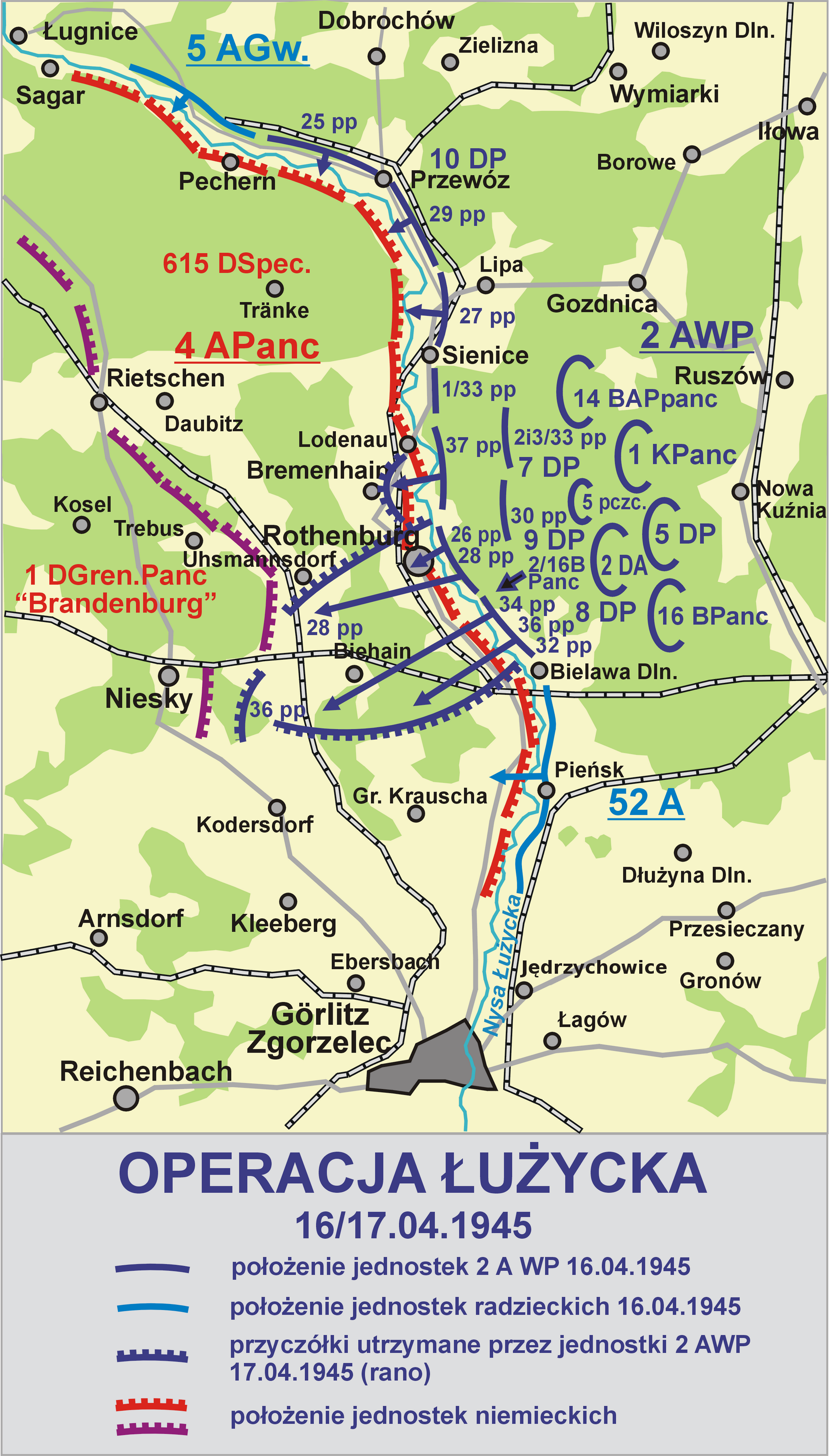
Действия польских и советских войск в ходе Шпремберг-Торгауской операции

1-я моторизованная бригада (пол. 1 Brygada Piechoty Zmotoryzowanej) — воинское формирование Народного войска польского, участвовавшее в Великой Отечественной войне.

## Образование
Бригада формировалась в Бердичеве, официально сформирована в Савине (около Хелма) согласно приказу 1-й польской армии № 00127/Spec. от 4 июля 1944 года. Личный состав принёс присягу в октябре 1944 года в Бердичеве. Знамя бригады официально вручено личному составу 22 июля 1945 года в Сосновце; средства на его изготовления собирали местные жители.

### Знамя
Знамя представляет собой квадратное полотнище стороной 97 см, вышитое с трёх сторон золотом и прикреплённое к древку при помощи одиннадцати стальных колец и стержня. Древко тёмное, полированное, состоит из двух частей, соединённых стальными муфтами. На древке изображены 64 памятных гвоздя. Голова в форме орла, находится на плоском основании с цифрой «1».
На главной стороне изображён красный кавалерийский крест, поле между сторонами креста белое. В середине изображён серебряный орёл в окружении лаврого венка. Венок зелёный с золотыми нитями. На верхнем и нижнем краю, на красном фоне серебряной нитью вышита надпись DAR PRACUJĄCYCH MIASTA SOSNOWCA 1-SZEJ BRYGADZIE ZMOTORYZOWANEJ PIECHOTY (с пол. — «ДАР РАБОЧИХ ГОРОДА СОСНОВЦА 1-Й БРИГАДЕ МОТОРИЗОВАННОЙ БРИГАДЕ»). Остальные края обрамлены серебряно-красной лентой. На оборотной стороне рисунок такой же, посередине вышита золотой нитью надпись HONOR I OJCZYZNA (с пол. — «ЧЕСТЬ И РОДИНА») в окружении венка. На белых полях в окружении венка изображены золотые цифры «1».

## Командование

### Командиры
- Полковник Гвидон Червинский (6 июля 1944 — 2 января 1945)
- Подполковник Николай Лахоцкий (со 2 по 16 января 1945)
- Полковник Ян Иванчура (с 16 января 1945 и до конца войны)

### Офицеры
- Вацлав Ягас (будущий генерал дивизии)
- Ян Пулавский (будущий генерал бригады)

## Структура
- Командование и штаб командования
- Три батальона моторизованной пехоты
- Миномётный батальон
- Артиллерийский дивизион
- Роты: противотанковая, фузилёрская, разведывательная, штабная, транспортная, техническая, инженерно-сапёрная

## Боевой путь
Бригада находилась в составе 1-го Дрезденского танкового корпуса, в составе 2-й армии Войска Польского. Наиболее ожесточённые бои вела в районе коммуны Хорка (Веркирх) на реке Вайсер-Шёпс, а также держала оборону в местечках Эдерниц и Вильгельминенталь. 22 апреля 1945 года достигла Гросрёрсдорфа и Вахау, недалеко от Дрездена, затем была переброшена в район Баутцена и Кёнигсварта. Преследовала во время Пражской операции противника вплоть до Судетов, закончила боевой путь в Мельнике. После окончания войны вернулась в Калиш и Щипёрно.

## Расформирование
5 октября 1945 года руководство 1-го танкового корпуса и часть воинских формирований были расформированы. После этого бригады были разделены по различным военным округам: 1-я моторизованная бригада была передана Лодзьскому военному округу (Слёнский военный округ получил 3-ю бронетанковую бригаду, а также 25-й и 27-й самоходные артиллерийские полки вместе со 2-й моторизованной бригадой; Поморский — 24-й самоходный артиллерийский полк, Познанский — 2-ю бронетанковую бригаду, Краковский — 4-ю бронетанковую бригаду; начальнику отделения артиллерии Войска Польского — 1-й дивизион ракетной артиллерии). Расформирована в 1946 году.